# Газліфт

Газліфт

Газліфт, газліфтне видобування (рос. газлифт, газлифтная добыча; англ. gas-lift; нім. Gaslift m, Gasheber m, Druckluftheber m, Druckgasförderverfahren n) -
1) Пристрій для піднімання рідини стиснутим газом, змішаним з нею. За допомогою газліфта найчастіше піднімають нафту і воду з бурових свердловин.
2) Спосіб піднімання рідини (нафти) із свердловини за рахунок енергії стиснутого природного газу.

Рис. Схема дворядного підйомника. L–довжина підйомника; h'– глибина занурення підйомника під динамічний рівень

Газліфтна форма підйому використовувалася ще в 1797 році в шахтах для підйому води з шахтних стовбурів. Ці системи використовували одноточкове впорскування повітря в потік рідини, як правило, через нижній клапан у нижній частині колони. Газліфт був застосований ще в 1864 році в Пенсільванії для підйому нафтових свердловин, також за допомогою стисненого повітря, через повітряну трубу, що подає повітря на дно свердловини. Повітря використовували в Техасі для великомасштабного штучного підйому. У 1920 році природний газ замінив повітря, знизивши ризик вибуху. З 1929 по 1945 рік було видано близько 25000 патентів на різні типи газліфтних клапанів, які можна було використовувати для поетапного розвантаження. Деякі з цих систем передбачали переміщення труб або використання дротяних грузил для зміни точки підйому. Інші були пружинними клапанами. Зрештою, у 1944 році У. Р. Кінг запатентував сильфонний клапан під тиском, який використовується сьогодні.

## Опис
Див. також Газліфтна експлуатація свердловин і застосовуване обладнання
Використовується для видобування нафти і пластових вод. Робочий агент — стиснений компресором нафтовий газ (компресорний Г.) або повітря (ерліфт), а також газ природний під природним тиском (безкомпресорний Г.). Може використовуватись газ з продуктивного пласта, розкритого тією ж свердловиною (внутрішньосвердловинний безкомпресорний Г.).
Г. вперше здійснено в Угорщині під час осушування затопленої шахти (кінець 18 ст.).
Для видобування нафти застосовується в США з 1864 року, в Азербайджані (Баку) — з 1897 року за пропозицією В. Г. Шухова (ерліфт, Баку). Широке застосування набув з 1920-х років. Суть Г. — створення газорідинної суміші у свердловині. При цьому густина газорідинної суміші (а звідси — тиск її стовпа у свердловині) з ростом газовмісту зменшується, вибійний тиск свердловини знижується. Приплив продукції залежить від витрати газу.
Спосіб універсальний — він може застосовуватися на будь-яких глибинах та при будь-яких величинах дебіту рідини, пластових і вибійних тисках, при наявності пластового газу, піску, високих температур, кривизни ствола свердловини і т.ін. За тривалістю часу подавання робочого агента розрізняють неперервний і періодичний Г. (останній застосовується в малопродуктивних свердловинах з дебітом менше 50 м³/доб). Робочий цикл періодичного Г. складається з періодів накопичення рідини у свердловині і її надходження на поверхню.
Комплекс газліфтного обладнання охоплює: наземне — джерело робочого агента, систему трубопроводів, газорозподільні батареї з пристроями регулювання витрати (при періодичному Г. — для пуску і відсікання робочого агента); свердловинне — насосно-компресорні труби (НКТ), пакери (можуть установлюватися біля нижнього кінця НКТ для попередження витікання рідини в пласт при пуску свердловини і для зменшення пульсацій); пускові і робочі клапани (служать для подавання газу в потік рідини). Пускові клапани забезпечують послідовне створення газорідинної суміші у свердловині під час пуску, після чого закриваються. Робочі клапани регулюють подавання робочого агента в продукцію і призначені для зменшення пульсацій і підтримування заданого дебіту рідини при зміні обводненості, гирлового тиску, прориві газу з пласта, соле- і парафіновідкладах у трубах та ін. Клапани — автоматичні, які керуються тиском робочого агента або продукції чи перепадом цих тисків (диференціальні клапани). Розрізняють клапани, стаціонарно установлені на НКТ, і змінні, які встановлюються в розміщені в колоні НКТ свердловинні газліфтні камери. Опускання і піднімання останніх проводиться без піднімання НКТ спеціальним канатним інструментом з допомогою пересувної лебідки або потоком рідини. При кільцевій системі видобування робочий агент подається в затрубний простір свердловини, продукція піднімається по НКТ, при центральній — навпаки.
Г. застосовується в тих випадках, коли робота насосів ускладнена високим газовмістом або температурою рідини, наявністю піску, відкладеннями парафіну і солей, а також у кущових і похилоскерованих свердловинах. Ефективність Г. залежить від в'язкості, швидкості руху суміші, тиску нагнітання робочого агента та гирлового тиску. Дебіт газліфтної свердловини до 2000 м³/доб., глибина свердловини 4000 м, тиск робочого агента до 10-15 МПа. Має високий міжремонтний період — до декількох років. Для попередження корозії, відкладання солей і парафіну, утворення високов'язких емульсій в потік робочого агента вводяться інгібітори, ПАР і інші хімічні реагенти.
Недоліки газліфтного методу: — великий обсяг початкових капіталовкладень для будівництва потужних компресорних станцій і розгалуженої мережі газопроводів, — низький ККД газліфтного підйомника та системи «компресор-свердловина»; — підвищена витрата насосно-компресорних труб, особливо при використанні дворядних підйомників; — різке збільшення витрат енергії на підйом 1 т нафти по мірі зменшення дебіту свердловини.

## Класифікація і окремі різновиди
Класифікація газліфтних свердловин може бути виконана за декількома ознаками:
1. За характером введення робочого агенту
- пряме закачування;
- зворотне закачування.

2. За кількістю колон НКТ
- однорядний підйомник;
- дворядний підйомник;
- півторарядний підйомник (ліфт Саундерса).

3. За типом використовуваної енергії робочого агента
- компресорний;
- безкомпресорний.

4. За використовуваним глибинним обладнанням
- безпакерна система;
- пакерна система;
- система з використанням пускових та робочого клапанів;
- система, коли газ вводиться в підйомник через підошву НКТ (відсутні пускові та робочі клапани).

Газліфт безкомпресорний, (рос. бескомпрессорный газлифт; англ. non-compressor [natural pressure, straight] gas-lift; нім. kompressorlöser Gaslift m) — газліфт, в якому подається природний газ під власним тиском із свердловин газових чи газоконденсатних родовищ або із газопроводів магістральних.
Газліфт безкомпресорний внутрішньосвердловинний, (рос. газлифт бескомпрессорный внутрискважинный; англ. non-compressor (natural pressure) intra-well type gas-lift; intra-well type gas-lift; нім. kompressorlöser Innenbohrungsgaslift m) — газліфт, в якому газ надходить із вище- або нижчезалеглого газового пласта під власним тиском безпосередньо в газліфтній свердловині.
Газліфт компресорний, (рос. газлифт компрессорный; англ. compressor gas-lift; нім. Kompressorgaslift m) — газліфт, в якому газ подається за допомогою компресора.
Газліфт неперервний, (рос. газлифт непрерывный; англ. continuous gas-lift; нім. kontinuierlicher Gaslift m) — газліфт, в якому подавання газу здійснюється безперервно.
Газліфт періодичний, (рос. газлифт периодический; англ. intermittent gas-lift; нім. periodischer Gaslift m) — газліфт, в якому закачування газу здійснюється періодично. Г.п. працює в режимі періодичних пусків.
Газліфтна установка, (рос. газлифтная установка; англ. gas-lift; нім. Gasliftanlage f) — комплектна установка для експлуатації нафтової свердловини газліфтним способом, яка охоплює фонтанну арматуру, свердловинні камери, газліфтні клапани, пакери і приймальний клапан.
Газліфтний цикл замкнутий, (рос. газлифтный цикл замкнутый; англ. closed gas-lift cycle; нім. geschlossener Gasliftzyklus m) — газліфт, в якому подається нафтовий газ, що відділяється від нафти видобувної.